# Fragnes
Fragnes foi uma comuna francesa na região administrativa de Borgonha-Franco-Condado, no departamento Saône-et-Loire. Estendia-se por uma área de 3,85 km². Em 2010 a comuna tinha 1 541 habitantes (densidade: 400,3 hab./km²).
Em 1 de janeiro de 2016, passou a formar parte da nova comuna de Fragnes-La Loyère.